# Waldir Pagan Peres
Waldir Pagan Peres (São Manuel, 1937 – 8 agosto 2014) è stato un allenatore di pallacanestro brasiliano.

## Carriera
Ha guidato il Brasile a due edizioni dei Campionati del mondo (1971, 1975) e a due dei Giochi panamericani (Cali 1971 e Città del Messico 1975), conquistando la medaglia d'oro nel 1971.